# 真子就有
真子 就有（まこ ゆきなり、1989年9月18日 -）は日本の起業家、実業家。マコなり社長のチャンネル名でYouTuberとしても活動している。

## 経歴
1989年9月18日に福岡県福岡市で生まれ、青山学院大学を卒業。大学在学中にプログラミングを独学で学ぶと共にITベンチャーでインターンとして働き、大学4年次に株式会社divを起業する。
起業当初は、次々とサービスが失敗し、創業時の仲間3人は全員が辞めてしまうことになり500万円ほどの借金の返済と、残ったインターン生への給料のために個人エンジニアとして受託開発を請け負う。しかし、岡本太郎の著書『自分の中に毒を持て あなたは"常識人間"を捨てられるか』に影響を受け、挫折を糧に新たな挑戦を続ける。
2014年にはプログラミング教育事業をスタートし、2016年にプログラミングスクール「TECH CAMP」を開始する。 TECH CAMPは、短期間でITスキルを身につけ、エンジニア転職をすることができるという画期的なカリキュラムが人気を博し、多くの受講生と卒業生を出した。 TECH CAMP事業は好調で4教室に増えた拠点も全て黒字化。
2015年には『フォーブス』による「注目のUnder30起業家10人」に選出された。
2018年にはビジネス系YouTuberとしての活動を開始し、同様のジャンルの中では日本トップクラスのチャンネル登録者数を誇る。自身の経験や考えを率直に語る動画は、多くのビジネスパーソンから支持されている。
divは2020年1月から3月にかけて大型の資金調達と先行投資を行ったが、新型コロナ感染拡大に伴う緊急事態宣言によって売り上げに大きな打撃を受け、急成長を前提とした計画は実行不可能となった。これにより、divは2021年に人員整理も行っている。
2023年3月、株式会社divの取締役及び代表取締役を退任。

## YouTuberとして
2019年にYouTubeでの動画配信を始める。
2021年9月30日、当時登録者数92万人のYouTubeチャンネル「マコなり社長」の活動休止を発表する。
2022年、Youtubeチャンネル「マコなり社長｣を再開。チャンネル登録者数は98万人（2024年1月時点）
2024年2月9日、Youtubeチャンネル登録者数が100万人に到達したことを動画で報告。